# جيمس فورمان كيمب
جيمس فورمان كيمب (بالإنجليزية: James Furman Kemp)‏ هو جيولوجي وأستاذ جامعي أمريكي، ولد في 14 أغسطس 1859 في نيويورك في الولايات المتحدة، وتوفي في 17 نوفمبر 1926.